# Белоголовые поганки
Белоголовые поганки (лат. Poliocephalus) — род птиц семейства поганковых (Podicipedidae). В состав рода включают два вида, похожих строением, размерами и внебрачной окраской оперения:
- Седоголовая поганка (Poliocephalus poliocephalus) обитает в Австралии и Тасмании. Питается мелкими водными членистоногими, ловит которых, глубоко ныряя под воду.
- Новозеландская поганка (Poliocephalus rufopectus) — эндемик Новой Зеландии, питается преимущественно насекомыми и их личинками, а также мелкими моллюсками[2].